# Astrobrachion constrictum
Astrobrachion constrictum is een slangster uit de familie Euryalidae.
De wetenschappelijke naam van de soort werd in 1900 gepubliceerd door H. Farquhar.